# Allochthonius opticus troglophilus
Allochthonius opticus troglophilus es una subespecie de arácnido  del orden Pseudoscorpionida de la familia Chthoniidae.

## Distribución geográfica
Se encuentra en Japón.